# Sa-Fire
Wilma Cosmé (16 de enero de 1966, San Juan, Puerto Rico), más conocida por su nombre artístico Sa-Fire o SaFire, es una cantante estadounidense. Sa-Fire es una de las pocas cantantes de estilo libre que ha cruzado al mundo del pop. Ha aparecido en varias revistas, como Us Magazine, Billboard, Vogue, Elle y en la edición de diciembre de 2011 de Signature Hits Magazine. Fue la primera latina en aparecer en la portada de la revista Spin. 
Sa-Fire también ha aparecido en múltiples programas de televisión y ha ganado numerosos premios por su trabajo, incluidos seis New York Music Awards, tres Desi Awards, un premio de la Asociación Estadounidense de Compositores, Autores y Editores  (ASCAP) por su tema «Thinking of You» y el LGBT Lifetime Achievement Award. 
Ha vendido más de 1,9 millones de discos.

## Biografía
Safire, cuyo nombre real es Wilma Cosmé, nació en San Juan (Puerto Rico) y creció en East Harlem (Manhattan), en la ciudad de Nueva York. Comenzó su carrera musical como cantante contratada para trabajar en estudios de grabación. 
Lanzó su primer sencillo, «Don't Break My Heart», en 1986 y su primer álbum, Sa-Fire, en 1988. El primer single de este álbum, «Boy, I've Been Told», alcanzó el puesto 48 en la lista Billboard Hot 100.
En 1989, Sa-Fire obtuvo su mejor éxito comercial con la balada «Thinking of You», que alcanzó el puesto número 4 en la lista Adult Contemporary y el número 12 en la lista Billboard Hot 100.
Fue tanto el éxito de la canción que, el mismo año, Sa-Fire y «Thinking of You» aparecieron en un anuncio guvernamental de concienciación sobre el SIDA que fue visto en cadenas de televisión en español de todo Estados Unidos y América Latina. 
La artista también interpretó la canción en un episodio de The Mickey Mouse Club en 1989.
El cantante y compositor panameño Rubén Blades creó una versión en español titulada «El recuerdo de ti». 

## Discografía

### Álbumes
- 1988: Sa-Fire (Cutting/Mercury/PolyGram Records)
- 1991: I Wasn't Born Yesterday (Mercury/PolyGram Records)
- 1996: Atrevida (Sony Discos)
- 2001: Bringing Back the Groove (Globestar)